# 鳳眼香肉
鳳眼香肉是一道澳門名菜，由澳門南記飯店廚師何欽宜於1950年代發明。

## 作法
用以鹽醃過的雞肝、冰肉以雞腸紮實後用柱侯醬炆過後再蒸，雪藏至硬，食前切件、蒸熱即可。